# Kepler-9
Kepler-9 és una estrella a la Constel·lació de la Lira dins del camp de visió de la Missió Kepler.

## Nomenclatura i història
Kepler-9 va ser nomenat per a la Missió Kepler, un projecte dirigit per la NASA que va ser dissenyat per buscar planetes similars a la Terra. A diferència d'estrelles com Aldebaran o Sírius, Kepler-9 no té un nom col·loquial.
El juny de 2010, uns 43 dies després que Kepler entrés en línia, els seus científics operatius van presentar una llista de més de 700 candidats a exoplanetes per a la seva revisió. D'aquests, cinc es van sospitar originalment que tenien més d'un planeta. Kepler-9 va ser un dels sistemes multiplanetaris; es va identificar com a tal quan els científics van notar variacions significatives en els intervals de temps en els quals es va transitar Kepler-9. Kepler-9 ocupa el primer sistema multiplanetari descobert usant el mètode de trànsit. També és el primer sistema planetari on es van confirmar els planetes de trànsit mitjançant el mètode de variacions de temps de trànsit, que permeten calcular les masses de planetes. The discovery of the planets was announced on August 26, 2010.

## Característiques
Kepler-9 es troba a la constel·lació de la Lira que es troba a uns 620 parsecs de la Terra. Amb una massa de 1,07 M☉ i un radi de 1.02 R☉, Kepler-9 és gairebé exactament la mateixa mida i amplada del Sol, sent només 7% més massiu i 2% més ampli. Kepler-9 té una temperatura efectiva de 5777 (± 61) K, en comparació amb el Sol a 5778 K, i és aproximadament un 32% més ric en metalls (en termes de ferro) que el Sol. Kepler-9 és més jove que el Sol, i s'estima que té mil milions d'anys.

## Sistema planetari

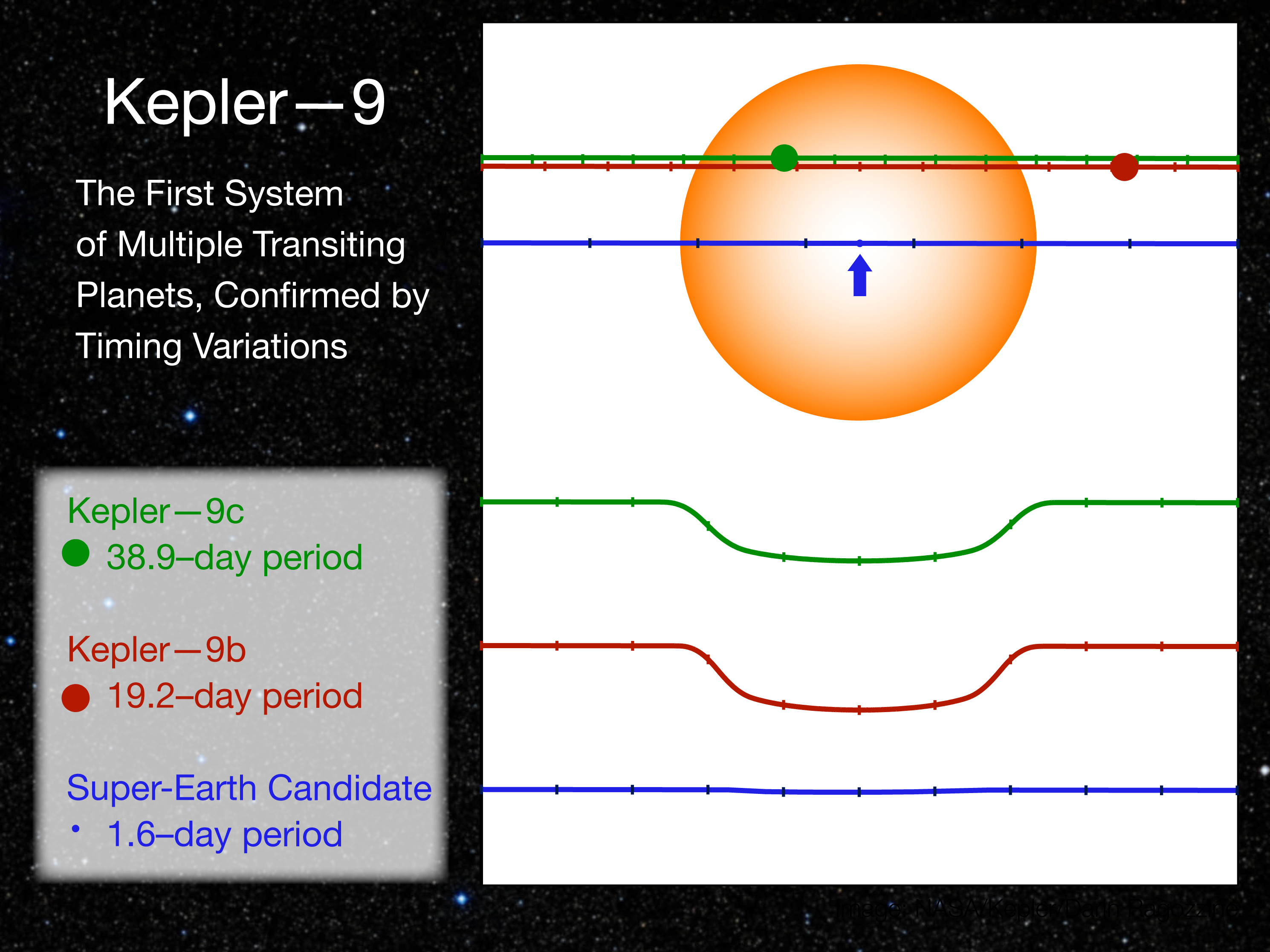
Corbes de llum dels planetes de trànsit de Kepler-9.

Hi ha tres planetes confirmats, tots en òrbita directa. Els dos planetes exteriors, Kepler-9b (l'interior) i Kepler-9c (l'exterior) són gegants de gas de baixa densitat que són respectivament un 25% i un 17% la massa de Júpiter i al voltant del 80% del radi de Júpiter. Tots dos planetes tenen una densitat inferior a la de l'aigua, similar a Saturn. El planeta més intern, Kepler-9d, és una Súper-Terra amb un radi que és 1,64 vegades a la de la Terra, que orbita l'estrella cada 1,6 dies. S'estima que hi ha un 0,59% de probabilitats que els descobriments siguin falsos.
De Kepler-9d (més proper a l'estrella) a Kepler-9b (segon de l'estrella), la proporció de les seves òrbites és 1:12. No obstant això, la relació de les òrbites dels dos planetes exteriors és 1:2, una relació coneguda com a ressonància de moviment mitjà. Kepler-9b i Kepler-9c són els primers planetes de trànsit detectats en aquesta configuració orbital. La ressonància fa que les velocitats orbitals de cada planeta canviïn, i això fa que els temps de trànsit dels dos planetes oscil·lin. El període de Kepler-9b augmenta en 4 minuts per òrbita, mentre que el de Kepler-9c disminueix en 39 minuts per òrbita. Aquests canvis orbitals permeten estimar les masses dels planetes (un paràmetre que normalment no es pot obtenir a través del mètode de trànsit) mitjançant un model dinàmic. Les estimacions massives es van refinar encara més utilitzant mesuraments de la velocitat radial obtingut amb l'instrument HIRES del Telescopi Keck 1.
Es creu que Kepler-9b i 9c s'han format més enllà de la "Línia de congelament". Es creu que han migrat a l'interior a causa de les interaccions amb les restes del disc protoplanetari. Haurien estat capturats en ressonància orbital durant aquesta migració.
| Companya (per ordre des de l'estrella) | Massa            | Semieix major (ua) | Període orbital (dies) | Excentricitat | Inclinació | Radi             |
| -------------------------------------- | ---------------- | ------------------ | ---------------------- | ------------- | ---------- | ---------------- |
| d                                      | —                | 0.027              | 1.59                   | 0             | —          | 1.60 R⊕          |
| b                                      | 0.252 ± 0.013 MJ | 0.140 ± 0.001      | 19.24                  | 0             | —          | 0.842 ± 0.069 RJ |
| c                                      | 0.171 ± 0.013 MJ | 0.225 ± 0.001      | 38.91                  | 0             | —          | 0.823 ± 0.067 RJ |